# Black Earth
Black Earth är det svenska melodisk death metal-bandet Arch Enemys debutalbum, utgivet den 12 december 1996 på det dåvarande skivbolaget Wrong Again Records (numera Regain Records). Albumet producerades av Fredrik Nordström och spelades in i hans studio Studio Fredman i Göteborg.

## Låtlista
1. Bury Me an Angel - 3:40
2. Dark Insanity - 3:16
3. Eureka - 4:44
4. Idolatress - 4:56
5. Cosmic Retribution - 4:00
6. Demoniality - 1:19
7. Transmigration Macabre - 4:10
8. Time Capsule - 1:08
9. Fields of Desolation - 5:30

Bonuslåtar på nyutgåvan:
1. Losing Faith - 3:15
2. The Ides of March (Iron Maiden-cover) - 1:47
3. Aces High (Iron Maiden-cover) - 4:24

## Medverkande
- Johan Liiva - sång, bas
- Christopher Amott - gitarr
- Michael Amott - gitarr
- Daniel Erlandsson - trummor